# Кратер Македонски
Кратер је био краљ Македоније само 4 дана 399. п. н. е.. 
Убио је Архелаја I да би заузео његов престо. Према другим изворима, мотив за атентат на Архелаја I било је неиспуњено обећање Архелаја I да ће Кратеру дати за жену једну од својих ћерки. Трећа верзија каже да је Кратер сасвим случајно убио Архелаја током лова. 
У сваком случају, владавина му је била врло кратка, већ након 4 дана владавине свргнут је и замењен Орестом, сином Архелаја.